# 귀문기담
"귀문기담"(鬼門奇譚, Weird Story)은 한국에서 제작된 최동준 감독의 1983년 판타지 영화이다. 왕룡 등이 주연으로 출연하였고 김화식 등이 제작에 참여하였다.

## 출연

### 주연
- 왕룡
- 윤도리
- 김유행
- 이은숙

## 기타
- 조명: 김기수
- 녹음: 김성찬